# Pafnucy (opat)
Pafnucy (opat) (zm. ok. 380 roku) – opat i pustelnik, święty Kościoła katolickiego.

## Życiorys
Postać Pafnucego znana jest z trudnych do historycznej weryfikacji tekstów ojców pustyni. Był założycielem ławry w pobliżu Herakleopolis. Legenda o kurtyzanie Taidzie przypisuje świętemu opiekę nad grzesznicą w czasie gdy się nawróciła. Źródłem informacji o Pafnucym są Apoftegmaty Ojców pustyni, a także Historia monachorum in Aegypto. Według św. Pafnucego życie laików może być miłe Bogu.
Jego wspomnienie w Kościele katolickim obchodzono 29 listopada.